# Ciorbă de perișoare

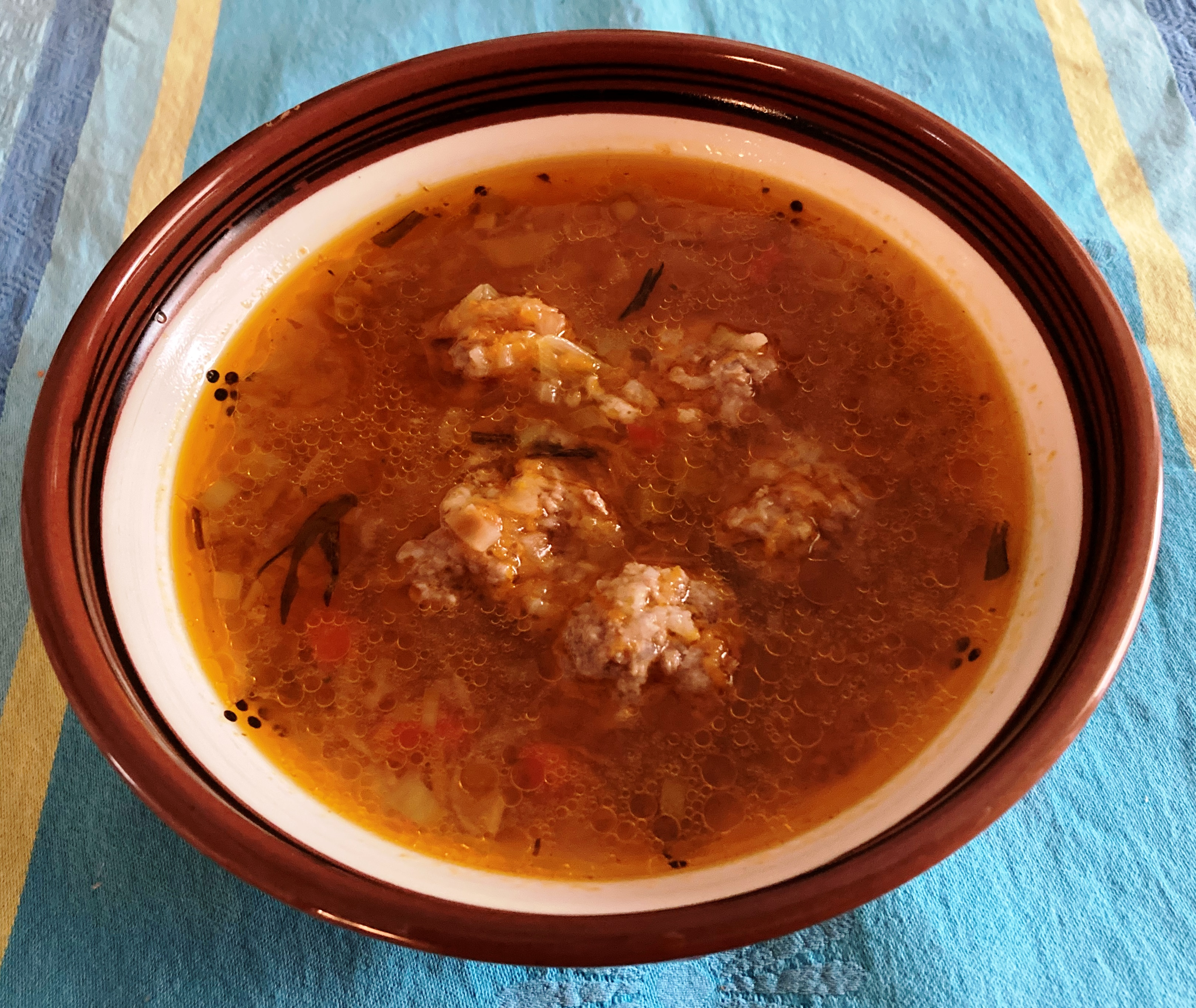
Ciorbă de perișoare

Ciorbă de perișoare ist eine traditionelle rumänische Suppe mit Fleischklößchen und Gemüseeinlage. Wie alle Speisen mit „Ciorbă“ im Namen ist sie gesäuert. Je nach Region kann es zu leichten Änderungen der Grundrezeptur kommen.
Für die Fleischbällchen wird Hackfleisch mit halbgarem Reis, gedünsteten Zwiebeln, Ei, in Milch eingeweichter Semmel, Salz, schwarzem Pfeffer, Dill und Petersilie (ggf. auch Bohnenkraut) zu einem Teig verarbeitet, geformt und in Mehl gewälzt.
Zur Zubereitung werden zuerst verschiedene Gemüse wie Bleichsellerie, rote Paprika, Karotten, Lauch, Zwiebeln und Tomaten kleingeschnitten und angeröstet. Dann wird mit einer Gemüse- oder Fleischbrühe aufgefüllt. Wenn die Suppe kocht, die Klößchen hinzugeben und darin garen. Gewürzt wird mit schwarzem Pfeffer, Petersilie, Dill und Liebstöckel. Der säuerliche Effekt wird durch das Hinzufügen von rumänischer Borș (Wasser, in dem Kleie oder Brot fermentiert wurde) oder Zitronensaft erzielt. Die Verwendung von Essig ist unüblich.
Vor dem Servieren wird die Suppe mit etwas saurer Sahne bzw. Crème fraîche oder mit einem mit saurer Sahne legierten Eigelb verfeinert. Dieses Gericht wird auch gerne scharf genossen. In diesem Fall wird zusammen mit den Fleischbällchen eine fein gewiegte Chilischote beigefügt.